# صالح أحمد العلي
صالح أحمد العلي (1337 هـ / 1918م - 25 كانون أول 2003) مؤرخ وأكاديميّ عراقي، من أكثر الباحثين تنقيباً عن تاريخ العرب ومعترف به عالميّاً ودراساته معتبرة لدى الجامعات الغربية.

## سيرته
وُلد صالح أحمد علي محمد عثمان بك العنزي في الموصل عام 1918، أنهى دراسته الابتدائية والمدرسة العدنانية المتوسطة في الموصل. تخرّج في دار المعلمين الابتدائية عام 1937م. حصل على شهادة الليسانس من دار المعلمين العلية في بغداد عام 1943م. التحق بكلية الآداب، جامعة القاهرة وحصل منها على شهادة الليسانس في التاريخ عام 1945م. من زملائه في سني دراسته في مصر: بطريرك الأقباط (البابا شنودة الثالث)، ومن أساتذته: حسن إبراهيم حسن وعباس عمار. ومن أعز من توثقت صلته بهم: شاكر مصطفى وعبد الله عبد الدائم، وعبد الحي شعبان الذي يرتبط معه بصلة قرابة، وكان جده «شعبان» تاجرا عراقيا من مدينة الموصل أستقر به المقام في مصر وتوفي فيها. التحق بجامعة أكسفورد ودرس فيها أربع سنوات، وكان مشرفه المستشرق الإنكليزي المعروف السير هاملتون جب Gibb نال في نهايتها عام 1949 شهادة الدكتوراه في التاريخ الإسلامي. كانت أطروحته للدكتوراه عن «التنظيمات الاجتماعية والاقتصادية في القرن الأول الهجري 1954» وقد نشرت. كما طبع كتاباً بعنوان: «محاضرات في تاريخ العرب»، وقد ظلَّ كتاباً منهجياً ومساعداً في الجامعات العراقية منذ سنة 1955 وحتى يومنا هذا.
درّس في جامعة بغداد وشغل فيها رئاسة قسم التاريخ لعدّة سنوات. عُيّن عميدًا لمعهد الدراسات الإسلامية العليا بالجامعة نفسها (1963 ـ 1968 م). كان رئيسًا لمركز إحياء التراث العلميّ العربيّ بالوكالة (1980- 1982 م)، ورئيساً للمجمع العلمي العراقي منـذ 1978 وحتى 2001. كما كان عضوًا في العديد من المجامع والمجالس منها مجلس جامعة بغداد ومجمع اللغة العربية في دمشق، ومجمع اللغة العربية في القاهرة.
درّس في جامعات عربية وعالمية عديدة منها جامعة هارفارد (1956 ـ 1957)، وحرر في موسوعات عالمية منها الموسوعة البريطانية ودائرة المعارف الإسلامية وكتـبَ مواداً كثيـرة في هاتيـن الموسوعتين منهـا المواد (عريف) و (البطائح) و (دير الجماجم) و (عوانة بن الحكم).
شارك في عدد كبير من اللجان المشكّلة في العراق لبحث شؤون تدريس التاريخ وكتابته. كما شارك في عدد كبير من المؤتمرات والندوات العلمية عن التاريخ وما يتّصل به.

## منهاجه
العلي من طراز المؤرخين الكبار الذين انشغلوا بفكرة التاريخ، أي كيف يستخرج الفكرة من حدث معين. ويقول في نهاية المطاف: إن العرب كان هذا قصدهم أو هدفهم من إنجاز ما، من فعل ما. 
إن منهجه البحثي التاريخي يتميز بالعناصر التالية: 
- أعطى الصورة التي أعتقد أن المصادر تصورها لذلك الماضي.
- تنظيم المادة وعرضها ثم تحليلها وإيجاد الصلة بينهما.
- ارتباط التحليلات وإبرازها جدلياً مع الحوادث والمؤسسات الأخرى.
- إيراده للمادة التي يعتقد بصحتها أو أنها أقرب إلى الصواب.

وبذلك أغفل ذكر الأمور أو الآراء التي (يعتقد) أن معلوماته العامة وتفكيره ومنطق الحوادث لا تؤيد صحتها. والمثال على ذلك أنه أهمل بحث (العرب البائدة) لأن الأخبار عنهم غير مضبوطة أو معتمدة. 
وتأسيساً على هذه العناصر، اقتصر بحثه على الوصف الموضوعي من جهة، وعلى التحليل الاجتهادي من جهة ثانية.
أبدع المؤرخ العلي في إبراز دور العرب في الإنجاز الحضاري دون إيجاز مخل أو تفصيل مضلل. لذلك تتبع آثار حضارة كل دولة عربية انقرضت، بحسب مقولته المعروفة: «إن سقوط أي دولة لا يعني فناء شعبها أو اندثار حضارتها».
كان المصطلح الأبرز في لغة صالح العلي التاريخية، هو: فكرة التاريخ. ويقصد به: إبراز الاستمرار التاريخي وتطوره، وهو ما يساعد على إلقاء الضوء على جذور وأسس الكثير من أفكارها وثقافتنا ونظمنا ومؤسساتنا.
ولعل موضوع (الساميين)، وهل إن العرب من أصلابهم، من أكثر الموضوعات التاريخية التي شغلت المهتمين بالشأن التاريخي لشبه الجزيرة العربية وما جاورها. وفي هذا الموضوع يُدلي العلي برأيه. فيناقش نظريات المستشرق الإيطالي (جويدي) في أصل الساميين. وانتقد مواضع عدة في أبحاثه عنهم، لا سيما في موضوع اللغات. ويتابع الدكتور العلي في بحثه عن الساميين، الهجرات البشرية إلى الجزيرة وبلاد الهلال الخصيب، وتطور اللغات فيها، ويتوصل إلى أن العرب حملوا الصفات والعادات السامية الأصلية، ولغتهم أقرب اللغات السامية إلى الأصل وأنقاها.

## أنشطته
أسهم الدكتور العلي في مشاريع وزارة الثقافة والاعلام العراقية ابان الثمانينات من القرن الماضي، والتي اهتمت بالتاريخ منها: «العراق في التاريخ» و«حضارة العراق» و«العراق في مواجهة التحديات» و«الجيش والسلاح» وله مقالات وبحوث عديدة في أهمية إعادة كتابة التاريخ وآليات ذلك. كتبتُ عنه مقالة في جريدة فتى العراق الموصلية (العدد 35 الصادر في 25 حزيران 2004) بعنوان «الدكتور صالح أحمد العلي وكتابة التاريخ» قلت فيها: أن الدكتور العلي خـدم، من خلال التاريخ، وطنه وأمته والإنسانية جمعاء. كان عضواً في مجامع وهيئات ومجلات ومؤسسات علمية عديدة منها عضويته في المعهد الأسباني العربي في مدريد، وعضويته في الجمعية الاركيولوجية في الهند ويقول جمال الدين فالح الكيلاني:الدكتور صالح أحمد العلي من مؤسسي المدرسة التاريخية العراقية الحديثة الرائدة المبدعة، وترجمت مصنفاته وأبحاثه إلى لغات عدة، ومعتمدة من قبل أعرق الجامعات العالمية.

## مؤلفاته
مؤلفات المؤرخ العراقي العربي الدكتور صالح أحمد العلي هي 19 كتاباً أبرزها:
- (تاريخ العرب القديم والبعثة النبوية)
- دراسات في تطور الحركة الفكرية في صدر الإسلام (1983)؛
- الدولة في عهد الرسول محمد (ص)
- امتداد العرب في صدر الإسلام.
- المعالم العمرانية في مكة المكرمة
- بغداد عبر العصور

وخمسة كتب محققة منها:
- (كتاب البلدان للجاحظ).

كما قام بترجمة 12 كتاباً منها:
- علم التاريخ عند المسلمين، لمؤلفه روزنثال،
- محاضرات الأستاذ ستيفن رونسيمان عن «المدينة البيزنطية»،
- الحروب الصليبية،

كما ترجم لأرنست رامزاور كتابه «تركيا الفتاة»
وقدم 16 بحثاً ودراسة بالعربية، منها: «خطط البصرة» و«خطط بغداد» و"أحكام الرسول محمد ﷺ في الأراضي المفتوحة" و«استيطان العرب في خراسان» و«ما ساهم به العرب في المائة سنة الأخيرة في دراسة تاريخ الأدب العربي».
وستّ دراسات منشورة باللغة الإنكليزية.

## جوائز وتكريم
حاز جائزة الملك فيصل العالمية للدراسات الإسلامية عام 1409 هـ، 1989م. وجاء في حيثيات منحه الجائزة أن الدكتور العلي يستحق الجائزة لتفوقه الرائع على جميع المؤرخين العرب والمسلمين في غزارة، وجودة ما أنتج من دراسات رائدة ومعتمدة.

## صفاته
يصفه الباحث جمال الكيلاني بقوله «يتمتع الدكتور صالح أحمد العلي، بصفات عظيمة فهو محب للخير لايغضب بسرعة ومجامل وصبور ودؤوب، يحترم العلم، ويجل العلماء، ويحرص على مجالستهم ومحاورتهم للوصول إلى الحقيقة. كما انه محدث جيد يجذب السامعين إليه ويأسر لبابهم بسرعة عجيبة لذلك فأنه يحظى بأحترام الجميع وتقديرهم وإعجابهم به وبجهوده».

## مكانته
أجاب المؤرخ هشام جعيط على سؤال يتعلق بما أنجزه العرب في القرن العشرين فقال: «أن الإنجاز الوحيد هو في ميدان الدراسات والبحوث التاريخية العربية، وفي هذا المجال لا نجد إلا عددا قليلا من المؤرخين الجيدين، منهم عبد العزيز الدوري وصالح احمد العلي، وتلاهما فاروق عمر فوزي وكتابات هؤلاء المؤرخين، وكلهم عراقيون، هي تقريبا الوحيدة في كل الإنتاج العربي في ميدان العلوم الإنسانية المعترف بها عالميا كبحوث جدية مسيطرة على مادتها».

## وصلات خارجية
- كتاب: «محاضرات في تاريخ العرب» للدكتور صالح أحمد العلي pdf.
- كتاب: التنظيمات الاجتماعية والاقتصادية والثقافية في البصرة في القرن الأول الهجري «أطروحة دكتوراه من جامعة أكسفورد» د.صالح أحمد العلي pdf.